# Rosalinde Mynster
Rosalinde Mynster (* 28. September 1990 in Frederiksberg) ist eine dänische Filmschauspielerin.

## Leben
Rosalinde Mynster ist die Tochter des Schauspielerpaares Karen-Lise Mynster und Søren Spanning. Sie hat zwei Geschwister, darunter den Kameramann Jasper Spanning.
Sie hatte bereits als Jugendliche Auftritte in Filmen, so in Worlds Apart oder in Die Wahrheit über Männer. Für beide Filme wurde sie sowohl für den Bodil als auch den Robert nominiert. Sie absolvierte ein Literaturstudium an der Syddansk Universitet in Odense, war aber auch in jenen Jahren schauspielerisch tätig. Ab 2013 wirkte sie als Bedienstete „Fie Kjær“ in der Serie Badehotellet mit.

## Filmografie (Auswahl)
- 2008: Worlds Apart (to verdener)
- 2010: Die Wahrheit über Männer (Sandheden om mænd)
- 2012: Die Königin und der Leibarzt (En kongelig affære)
- 2013–2018: Badehotellet (Fernsehserie, 33 Folgen)
- 2016: In anderen Welten  (Den anden verden; Fernsehserie, 6 Folgen)
- 2017: Darkland (Underverden)
- 2017: Robin
- 2018: Von Liebe und Krieg (I krig & kærlighed)
- 2018: Christian IV
- 2021: Hvor kragerne vender
- 2024: Hagen – Im Tal der Nibelungen
- 2025: Eine Kopenhagener Liebesgeschichte (Sult)